# Rond d’Argenton
Der Rond d’Argenton ist ein traditioneller Kreistanz, der im Ort Argenton-sur-Creuse (im Süden des Berry) am Anfang des 20. Jahrhunderts dokumentiert wurde.

## Entwicklung
Die Region um Argenton war in den 1910er Jahren der letzte Ort, an dem dieser Tanz noch lebendig war. Die Lehrer Émile Barbillat und Laurian Touraine sammelten einige Lieder zu diesem Tanz.
Beide dokumentierten diesen Tanz in dieser Region und gaben ihm den Namen Rond d’Argenton.

## Ausgangsposition
Die Tänzer stehen im lockeren Kreis und halten sich an den Händen. Traditionell wechselten sich Männer und Frauen ab, diese Abfolge ist aber nicht zwingend erforderlich.

## Tanzschritt
Heute wird eine Variante des Rond d’Argenton getanzt, die auf die ursprüngliche Variante zurückgeht. Sie besteht aus einem Grundschritt und einer Figur.

### Grundschritt
Der Grundschritt wird 6-mal hintereinander getanzt:
1. Rechter Fuß kreuzt vor dem linken Fuß
2. Linker Fuß geht nach links
3. Rechter Fuß kreuzt hinter dem linken Fuß
4. Linker Fuß geht nach links

Als Variante kann der erste Schritt leicht gesprungen/gehüpft ausgeführt werden.

### Figur
Die Tänzer gehen mit 4 Schritten in die Mitte. Die Hände werden dazu nach oben genommen.
Anschließend gehen die Tänzer wieder mit 4 Schritten zurück auf die Kreislinie und nehmen die Hände runter.
Dies wird insgesamt zweimal durchgeführt.

## Variante
Zum Rond d'Argenton gibt es verschiedene Variationen.

### Rond des Polissons
Der Rond des Polissons ist ein Paarwechseltanz. Die Tänzer stellen sich paarweise auf. Traditionell steht der Mann links im Paar, die Frau rechts. Heutzutage wird von der führenden Person und der folgenden Person gesprochen. Die folgende Person rechts der führenden Person wurde traditionell Partnerin genannt. Die folgende Person zur linken als Kontrapartnerin.
Im Verlauf eines Durchgangs nimmt die führende Person die Kontra-Person zu seiner linken und führt diese in einer Figur auf den rechten Platz.
Der Tanz besteht aus 3 Teilen:

#### Grundschritt
Obiger Grundschritt wird 6 Mal getanzt, wobei beim 6. Grundschritt die führende Person den Kontapartner (folgender Person auf der linken Seite) in eine Rundfassung holt. Entweder direkt oder zunächst mit einer Frauendrehung im Uhrzeigersinn.

#### Swing
In der normalen Rundfassung wird eine Drehung in 8 Schritten durchgeführt, so dass am Ende des Swing die folgende Person auf der rechten Seite abgestellt wird. Dies kann auch wieder über eine Frauendrehung im Uhrzeigersinn passieren.

#### Figur
Der Kreis wird wieder geschlossen und die Tänzer gehen mit 4 Schritten in die Kreismitte und nehmen die Arme nach oben. Wieder mit 4 Schritten gehen die Tänzer wieder auf die Kreislinie zurück und nehmen die Arme wieder runter.